# 古寨乡
古寨乡，是中华人民共和国江苏省淮安市淮阴区下辖的一个乡镇级行政单位。2018年7月撤消，并入刘老庄镇。

## 行政区划
古寨乡下辖以下地区：
古寨村、九房村、银猫村、对口村、新公村、二圩村、古西村和后河村。